# Rina Bolak (Andam Dewi)
Rina Bolak is een bestuurslaag in het regentschap Tapanuli Tengah van de provincie Noord-Sumatra, Indonesië. Rina Bolak telt 489 inwoners (volkstelling 2010).